# ジェニファー・ハドソン
ジェニファー・ケイト・ハドソン（Jennifer Kate Hudson, 1981年9月12日 - ）は、アメリカ合衆国の歌手、女優。『アメリカンアイドル』出身。

## 来歴

### 生い立ち
イリノイ州シカゴにて、アフリカ系アメリカ人の両親のもとに生まれる。
祖母が聖歌隊のメンバーであり、その影響を受け幼い頃からショーやミュージカルに出演。地元の舞台でプロ・デビュー。2002年には、ディズニー社がカリブ海で就航しているディズニー・クルーズ・ライン（英語版）のショーに出演している。

### アメリカン・アイドル
ジェニファー・ハドソンは、2004年にアトランタで『アメリカンアイドル』のサードシーズンのオーディションを受けた。ファイナリスト12名のうちに入るものの、最初の3回のライブショーのうち2回は低い投票数しか得られなかった。当初、サイモン・コーウェルは彼女を「力不足」と評価していたが、エルトン・ジョンの"Circle of Life"を歌った回から高く評価されるようになる。結局、7位という結果に終わったものの、エルトン、バリー・マニロウといった大物アーティストたちから絶賛され、視聴者に強い印象を残した。

### 俳優活動
2005年11月、名作ミュージカルを映画化した『ドリームガールズ』（2006年公開。日本では2007年2月17日公開）のオーディションで782名の参加者の中から審査員の満場一致で選ばれ、エフィー・ホワイト役を獲得した。同作ではビヨンセ・ノウルズやジェイミー・フォックスと共演した。その演技は「主演のビヨンセを食った」と絶賛され、第64回ゴールデングローブ賞 助演女優賞を受賞。他、アカデミー賞の前哨戦といわれる映画賞を総なめにし、大方の予想通り、第79回アカデミー賞の助演女優賞を受賞した。
アフリカ系アメリカ人歌手としては初めてファッション雑誌ヴォーグアメリカ版で表紙を飾った（歌手以外のアフリカ系アメリカ人では女優ハル・ベリー、女優、テレビ司会者のオプラ・ウィンフリーが表紙を飾っている）。

### 歌手活動
歌手としてもソニーBMG傘下のJ Records（en:J Records）と契約（その後、同系列のアリスタ・レコードからのリリースに変更）。当初2007年秋頃にデビューアルバムが発売予定とされていたが、レコード会社のトップであるクライヴ・デイヴィスがデビューアルバムの作り直しを指示したことから発売が遅れていた。
2008年5月に自らの名を冠したデビューアルバムが同年9月30日に発売されることを発表。デビューシングル「Spotlight」（ニーヨ作詞作曲、スターゲイトプロデュース）は同年6月9日から全米でのラジオ放送解禁、翌6月10日より全米でのダウンロード販売開始となり、10月には米ビルボード誌のR&B/ヒップホップ・チャートで第1位を獲得した。また、自身も出演している劇場版『セックス・アンド・ザ・シティ』のサウンドトラックに新曲“All Dressed Up In Love”が収録されている。
その他の歌手活動としてはミートローフの2006年発売のアルバム『Out of Hell III: The Monster is Loose』、ニーヨの2007年発売のアルバム『Because Of You』でのゲスト参加などがある。
2008年8月29日の米民主党大会では、バラク・オバマ米大統領候補（当時）のリクエストによりアメリカ合衆国国歌を独唱。また2009年2月1日開催の第43回スーパーボウルにおいても、同国国歌を独唱した。
2009年2月8日、デビューアルバム『ジェニファー・ハドソン』が第51回グラミー賞最優秀R&Bアルバム賞を受賞した。7月7日、ロサンゼルスのステイプルズ・センターで行われたマイケル・ジャクソンの公開追悼式では「Will You Be There」を熱唱した。
2011年、2枚目のアルバム『アイ・リメンバー・ミー』をリリース。5月18日に仙台のラジオ番組「J-SIDE STATION」に生出演し、「アイ・リメンバー・ミー」を生で歌唱した。。
2012年の第54回グラミー賞では前日に死去したホイットニー・ヒューストンに「I Will Always Love You」を捧げた。
2021年、ショートアニメ作品『Baba Yaga』のエグゼクティブプロデューサーとしてデイタイム・エミー賞のインタラクティブ・メディア賞を受賞。本作品では「THE FOREST」役で声優として出演もしている。
2022年、自らも出演するブロードウェイ・ミュージカル『A Strange Loop』のプロデューサーとしてトニー賞の最優秀ミュージカル賞を受賞。これによって、史上17人めのEGOT達成者となった。

## 私生活
- 18歳の頃からジェームズ・ペイトン（James Payton）という男性と交際していたが、2007年12月頃に破局。
- その後、リアリティ番組『I Love New York 2』に出演していたレスラーのデビッド・オタンガと交際を始め、2008年9月に婚約を発表[16]。
- 2009年8月、第一子(男児)を出産。
- 2010年、体重を約11キロ減量した。息子のために健康的な生活を送ろうと決意し、ダイエットを決心したと語っている[17]。
- 2017年11月にオタンガと破局[18]。息子の親権を巡っての争いは泥沼化の様相を呈し、決着は法廷にまで持ち込まれることとなった[19]。

### 家族殺害事件
- 2008年、現地時間10月24日金曜日の午後2時44分、ハドソンの母：ダーネル・ドネーソン（57）、兄：ジェイソン・ハドソン（29）が、米イリノイ州シカゴ市南部、サウスエールにあるハドソンの実家にて、射殺体で発見された[20][21]。第一発見者は、近所に住むハドソンのいとこだった[22]。同27日月曜日の朝、現場から盗まれたとされ手配されていたSUV車がシカゴ市内で発見。車内から男児の死体が見つかり、行方不明になっていたハドソンの甥：ジュリアン・キング（7）であることが家族によって確認された[23]。この悲報に、同じシカゴに住むバラク・オバマ米大統領候補（当時）もコメントを寄せた[24]。
- 2008年11月3日（現地時間）、亡くなった3人の葬儀がシカゴ市内の教会で執り行われた。葬儀では、『アメリカン・アイドル』でハドソンと優勝を争ったR&Bシンガー・ファンテイジア（Fantasia）がゴスペルを歌い、活動家のジェシー・ジャクソン師（Rev. Jesse Jackson）やシカゴ市長らが弔辞を述べた[25]。
- 2008年12月1日（現地時間）、シカゴ警察当局はかねてから別件で拘束中だったハドソンの姉の元夫でジュリアン・キングの義父：ウィリアム・バルフォア容疑者（27）を正式に逮捕した[26]。
- 事件後、公に姿を現さず活動休止状態となっていたが、2009年2月1日に行われた第43回スーパーボウルで国歌斉唱を務め、復帰[27]。

## ディスコグラフィ

### アルバム
- Jennifer Hudson（英語版）（2008年）[28]
- I Remember Me（英語版）（2011年）[28]
- JHUD（英語版）（2014年）[28]
- The Color Purple The Musical (New Broadway Cast Recording)（シンシア・エリヴォ、ジェニファー・ハドソン、ダニエル・ブルックス、2016年）[29]
- Respect（英語版）（映画『リスペクト』のサウンドトラック盤、2021年）[28]
- The Gift of Love（英語版）（2024年）[28]

## 主な出演映画
- ドリームガールズ Dreamgirls (2006)
- セックス・アンド・ザ・シティ Sex and the City (2008)
- リリィ、はちみつ色の秘密 The Secret Life Of Bees (2008)
- Winged Creatures (2008)
- Winnie (2011)
- 新・三バカ大将 ザ・ムービー The Three Stooges (2012)
- Lullaby (2013)
- クリスマスの贈り物 Black Nativity (2013)
- シャイラク Chi-Raq (2015)
- SING/シング Sing (2016) ※声の出演
- サンディ・ウェクスラー Sandy Wexler (2017)
- モンスター: その瞳の奥に Monster (2018)
- キャッツ Cats (2019)
- リスペクト Respect (2021)

## 主な受賞歴
- 映画『ドリームガールズ』

第79回アカデミー賞助演女優賞
第64回ゴールデングローブ賞助演女優賞
ナショナル・ボード・オブ・レビュー ブレイクスルー女優賞
第72回ニューヨーク映画批評家協会賞助演女優賞
第13回全米映画俳優組合賞助演女優賞
英国アカデミー賞 助演女優賞
- アルバム『ジェニファー・ハドソン』

第51回グラミー賞 最優秀R&Bアルバム賞
- アルバム『The Color Purple（英語版）』

第59回グラミー賞 最優秀ミュージカル・ショー・アルバム賞賞
- ショートアニメ『Baba Yaga』

第48回デイタイム・エミー賞インタラクティブ・メディア賞
- ミュージカル『A Strange Loop（英語版）』

第75回トニー賞最優秀ミュージカル賞